# 雷基斯塔
雷基斯塔（法語：Réquista，法語發音：[ʁekista]）是法国奧克西塔尼大區阿韦龙省的一个市镇，属于罗德兹区。

## 地理
雷基斯塔（44°1'56"N, 2°32'7"E）面积59.32 平方千米，位于法国奧克西塔尼大區阿韦龙省，该省份为法国南部内陆省份，位于法國中央高原南部，北起顺时针与康塔爾省、洛泽尔省、加尔省、埃罗省、塔恩省、塔恩-加龙省和洛特省接壤。
与雷基斯塔接壤的市镇（或旧市镇、城区）包括：布拉斯克、科纳克、迪朗克、莱斯特拉德和图埃勒、圣让代尔努、拉塞尔沃、卡迪、勒杜恩、弗赖西讷。

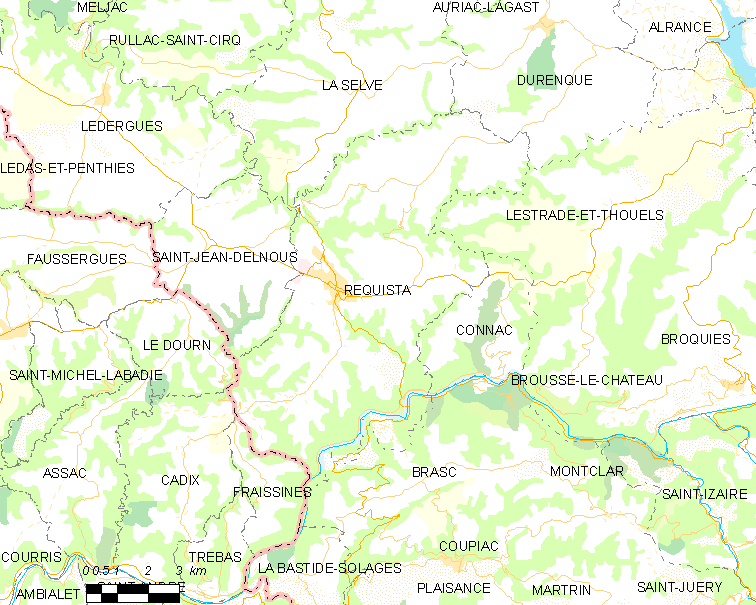
雷基斯塔的OSM定位图

雷基斯塔的时区为UTC+01:00、UTC+02:00（夏令时）。

## 行政
雷基斯塔的邮政编码为12170，INSEE市镇编码为12197。

## 政治
雷基斯塔所属的省级选区为雷基斯塔奈山县。

## 人口

1962-2008年间雷基斯塔人口变化图示

雷基斯塔于2022年1月1日时的人口数量为1940人。